# Sezon 2015/2016 w klubowej europejskiej piłce siatkowej mężczyzn
Sezon 2015/2016 w klubowej europejskiej piłce siatkowej mężczyzn obejmuje rozgrywki o mistrzostwo, puchar i superpuchar państw, których federacje zrzeszone są w Europejskiej Konfederacji Piłki Siatkowej (CEV) oraz puchary europejskie. W Andorze, Gibraltarze, Liechtensteinie, Monako i San Marino nie odbyły się żadne oficjalne seniorskie rozgrywki klubowe.

## Rozgrywki klubowe
obroniony tytuł z poprzedniego sezonu

### Międzynarodowe
| Rozgrywki        | Zwycięzca                | Zwycięzca |
| ---------------- | ------------------------ | --------- |
| Liga Mistrzów    | Zenit Kazań              | (więcej)  |
| Puchar CEV       | Berlin Recycling Volleys | (więcej)  |
| Puchar Challenge | Calzedonia Werona        | (więcej)  |

### Regionalne
| Rozgrywki     | Mistrzostwo        | Mistrzostwo |
| ------------- | ------------------ | ----------- |
| BVA           | Spartak Ljig       | (więcej)    |
| MEVZA         | ACH Volley Lublana | (więcej)    |
| NEVZA         | Nyborg VBK         | (więcej)    |
| Liga bałtycka | Pärnu VK           | (więcej)    |

### Krajowe
| Państwo              | Rozgrywki ligowe          | Rozgrywki ligowe | Zdobywca pucharu               | Zdobywca pucharu | Zdobywca superpucharu      |
| -------------------- | ------------------------- | ---------------- | ------------------------------ | ---------------- | -------------------------- |
| Albania              | Studenti Tirana           |                  | Studenti Tirana                |                  |                            |
| Anglia               | IBB Polonia London        |                  | IBB Polonia London             |                  |                            |
| Armenia              | FIMA Erywań               |                  | FIMA Erywań                    | [ 1 ]            |                            |
| Austria              | Hypo Tirol Volleyballteam |                  | VCA Amstetten Niederösterreich |                  |                            |
| Azerbejdżan          | Neftçi İSM                |                  |                                |                  |                            |
| Belgia               | Knack Roeselare           |                  | Knack Roeselare                |                  | Volley Asse Lennik         |
| Białoruś             | Stroitiel Mińsk           |                  | Stroitiel Mińsk                |                  |                            |
| Bośnia i Hercegowina | OK Mladost Brčko          |                  | OK Mladost Brčko               |                  |                            |
| Bułgaria             | Dobrudża 07 Dobricz       |                  | Neftochimik 2010 Burgas        |                  |                            |
| Chorwacja            | OK Mladost Ribola Kaštela |                  | HAOK Mladost Zagrzeb           |                  |                            |
| Cypr                 | Omonia Nikozja            |                  | Omonia Nikozja                 |                  | Omonia Nikozja             |
| Czarnogóra           | Budvanska Rivijera Budva  |                  | Budvanska Rivijera Budva       |                  |                            |
| Czechy               | VK Dukla Liberec          |                  | VK Dukla Liberec               |                  |                            |
| Dania                | Gentofte Volley           |                  | Marienlyst Odense              |                  |                            |
| Estonia              | Selver Tallinn            |                  | Pärnu VK                       |                  |                            |
| Finlandia            | Kokkolan Tiikerit         |                  | Kokkolan Tiikerit              |                  |                            |
| Francja              | Paris Volley              |                  | GFCO Ajaccio                   |                  | Tours VB                   |
| Grecja               | PAOK                      |                  | Olympiakos SFP                 |                  |                            |
| Grenlandia           | GSS Nuuk                  |                  |                                |                  |                            |
| Gruzja               | Tbilisi                   |                  |                                |                  |                            |
| Hiszpania            | Unicaja Almería           |                  | Unicaja Almería                |                  | Unicaja Almería            |
| Holandia             | Abiant Lycurgus Groningen |                  | Abiant Lycurgus Groningen      |                  | Abiant Lycurgus Groningen  |
| Irlandia             | UCD                       |                  | Ballymun Patriots              |                  |                            |
| Irlandia Północna    | Richhill Raiders          |                  | Team Zimmer                    |                  |                            |
| Islandia             | HK                        |                  | KA                             |                  |                            |
| Izrael               | Hapoel Matte Aszer        |                  | Hapoel Matte Aszer             |                  |                            |
| Kosowo               | KV Besa Peja              |                  | KV Besa Peja                   |                  | KV Drenica R&Rukolli       |
| Litwa                | Flamingo Volley/SM Tauras |                  | Elga-Master Idea SM Dubysa     |                  | Elga-Master Idea SM Dubysa |
| Luksemburg           | VC Strassen               |                  | VC Strassen                    |                  |                            |
| Łotwa                | RTU Robežsardze           |                  | VK Biolars Jełgawa             |                  |                            |
| Macedonia            | KV Shutova                |                  | KV Shutova                     |                  |                            |
| Malta                | Valletta Mapei            |                  | Fleur-de-Lys Twistees          |                  |                            |
| Mołdawia             | Dinamo Tyraspol           |                  | Dinamo Tyraspol                |                  | Dinamo Tyraspol            |
| Niemcy               | Berlin Recycling Volleys  |                  | Berlin Recycling Volleys       |                  |                            |
| Norwegia             | Førde VBK                 |                  | Førde VBK                      |                  |                            |
| Polska               | ZAKSA Kędzierzyn-Koźle    | (więcej)         | PGE Skra Bełchatów             | (więcej)         | Lotos Trefl Gdańsk         |
| Portugalia           | AJ Fonte Bastardo         |                  | SL Benfica                     |                  | SL Benfica                 |
| Rosja                | Zenit Kazań               |                  | Zenit Kazań                    |                  | Zenit Kazań                |
| Rumunia              | SCMU Craiova              |                  | ACS Volei Municipal Zalău      |                  |                            |
| Serbia               | Crvena zvezda Belgrad     |                  | Crvena zvezda Belgrad          |                  | Vojvodina NS seme Nowy Sad |
| Słowacja             | VK Bystrina SPU Nitra     |                  | VK Mirad PU Prešov             |                  |                            |
| Słowenia             | ACH Volley Lublana        |                  | Calcit Kamnik                  |                  |                            |
| Szkocja              | City of Glasgow Ragazzi   |                  | City of Edinburgh              |                  |                            |
| Szwajcaria           | Volley Amriswil           |                  | Biogas Volley Näfels           |                  | Lausanne UC                |
| Szwecja              | Falkenbergs VBK           |                  |                                |                  |                            |
| Turcja               | Halkbank                  |                  |                                |                  | Halkbank                   |
| Ukraina              | Łokomotyw Charków         |                  | Łokomotyw Charków              |                  |                            |
| Walia                | Brecon VC                 |                  |                                |                  |                            |
| Węgry                | Fino Kaposvár SE          |                  | Fino Kaposvár SE               |                  |                            |
| Włochy               | DHL Modena                |                  | DHL Modena                     |                  | DHL Modena                 |
| Wyspy Owcze          | SÍ                        |                  | ÍF                             |                  |                            |